# Alexander Edler
Alexander Edler (ur. 21 kwietnia 1986 w Östersund) – szwedzki hokeista, reprezentant Szwecji, olimpijczyk.

## Kariera
- Jämtland/Härjedalen (2000-2002)
- Jämtlands HF J20 / Jämtlands HF (2003-2004)
- MODO J20 (2004-2005)
- Kelowna Rockets (2005-2006)
- Manitoba Moose (2006-2007)
- Vancouver Canucks (2006-2021)
- Los Angeles Kings (2021-)

Wychowanek klubu Östersunds IK. W drafcie NHL z 2004 został wybrany przez Vancouver Canucks. Od 2006 roku zawodnik tego klubu. W październiku 2008 roku przedłużył kontrakt z klubem o cztery lata. W styczniu 2013 roku przedłużył umowę o sześć lat. Pod koniec lipca 2021 ogłoszono jego transfer do Los Angeles Kings.
Uczestniczył w turniejach mistrzostw świata w 2008, 2013, 2017 oraz zimowych igrzysk olimpijskich 2014.

## Sukcesy
Reprezentacyjne
- Złoty medal mistrzostw świata: 2013, 2017
- Srebrny medal zimowych igrzysk olimpijskich: 2014

Klubowe
- Mistrzostwo dywizji NHL: 2007, 2010, 2011, 2012 z Vancouver Canucks
- Mistrzostwo konferencji NHL: 2011, 2012 z Vancouver Canucks
- Presidents’ Trophy: 2011, 2012 z Vancouver Canucks
- Finał Pucharu Stanleya: 2011 z Vancouver Canucks

Indywidualne
- Western Hockey League 2005/2006: pierwsze miejsce w klasyfikacji asystentów wśród pierwszoroczniaków: 40 asyst
- NHL (2007/2008): NHL YoungStars Roster
- NHL (2011/2012): NHL All-Star Game